# Argyrodes reticola
Argyrodes reticola là một loài nhện trong họ Theridiidae.
Loài này thuộc chi Argyrodes. Argyrodes reticola được Embrik Strand miêu tả năm 1911.